# Boïates
Les Boïates sont un peuple aquitain,,,.

## Ethnonyme
Il s'agit sans doute d'un peuple d’origine celtique (gaulois) mêlé d'éléments indigènes car la terminaison -ate se retrouve dans le nom de plusieurs peuples aquitains, et surtout, la racine Boï- se reconnaît dans le nom des Boïens (latin Boii) qui a laissé son nom à la Bohême (latin Boiohaemum). Le nom des Boïates se perpétue quant-à-lui dans le toponyme Buch.
Le sens du radical Boï- est discuté, les spécialistes hésitent entre plusieurs interprétations : « frappe(ur), terrible, actif, vivace ».

## Histoire
Ils constituent le premier foyer de peuplement connu en Pays de Buch (en latin civitas Boiorum),. Ils occupaient les alentours du Bassin d'Arcachon, dans l'actuel département de la Gironde. Leur capitale était probablement située à Biganos-Lamothe jusqu'au IIIe siècle de notre ère, époque où elle fut abandonnée. On y a simplement retrouvé un fanum, et quelques nécropoles gallo-romaines et mérovingiennes, ce qui rend son authentification difficile.
Lors de la « Guerre des Gaules », les Boïates firent probablement partie des peuples d'Aquitaine qui se rendirent en 56 ou 55 av. J.-C. à Publius Crassus, lieutenant de Jules César.